# فلهلم ليبكنخت

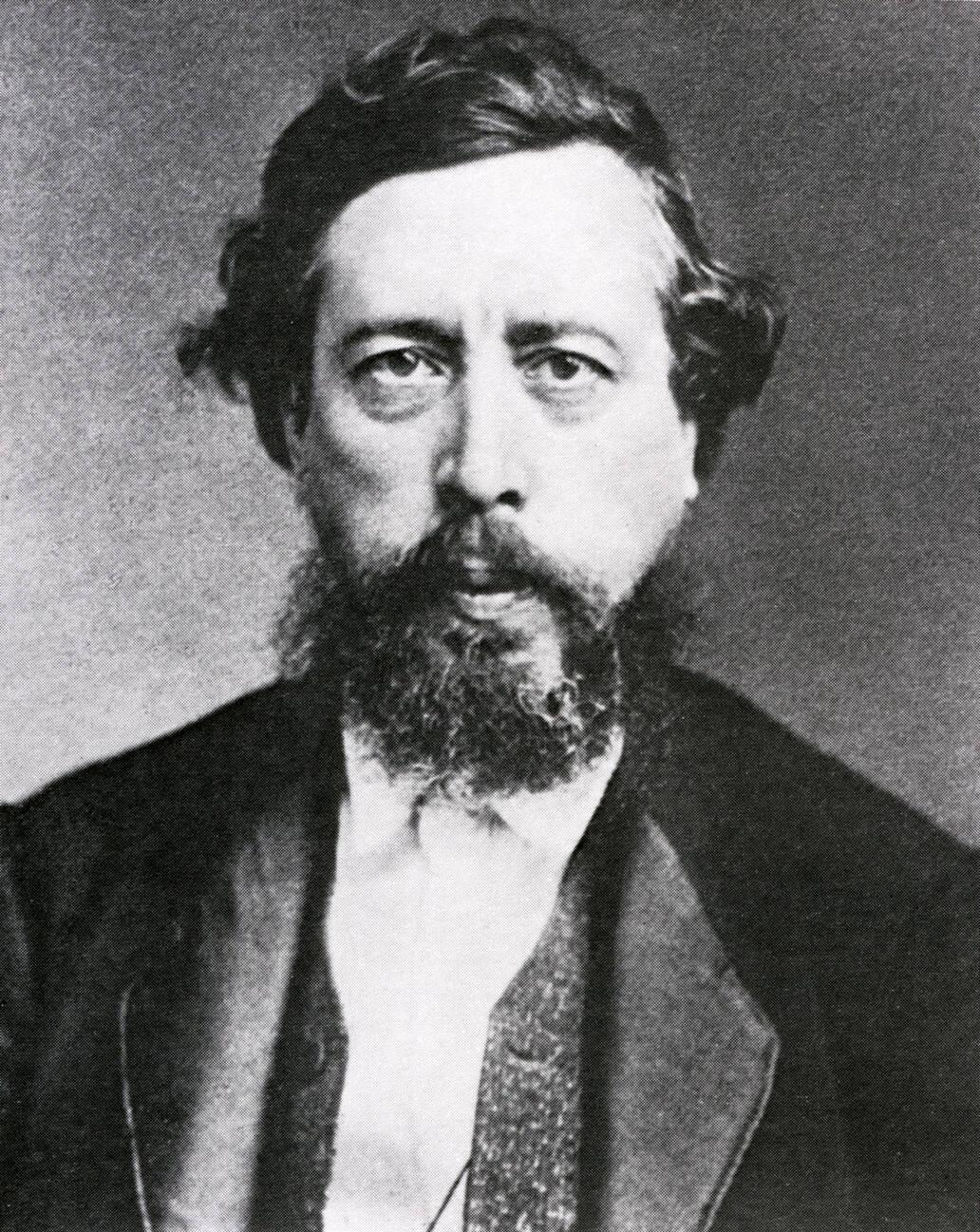
فلهلم ليبكنخت

فلهلم ليبكنخت، (Liebknecht, W) (1826-1900). زعيم اشتراكي ألماني، تأثّرَ بكتابات كارل ماركس، وأسَّسَ مع تلميذه ببل الحزب الديمقراطي الاشتراكي الألماني 1869. سُجِنَ عامين بمقتضى قوانين پسمارك المناهضة للاشتراكية. انتخب عضوًا في الريشستاج (1874-1900). وهو والد كارل ليبكنخت.

## وصلات خارجية
- فلهلم ليبكنخت على موقع الموسوعة البريطانية (الإنجليزية)